# 카라 매컬로
카라 매컬로(Kára McCullough, 1991년 9월 9일 ~ )는 미국의 물리 과학자, 미인대회 우승자이다. 2017 미스 USA 우승자, 미스 유니버스 미국 대표 참가자이다.